# Атцельгифт
Атцельгифт (нем. Atzelgift) — община в Германии, в земле Рейнланд-Пфальц. 
Входит в состав района Вестервальд. Подчиняется управлению Хахенбург.  Население составляет 667 человек (на 31 декабря 2010 года). Занимает площадь 2,74 км².